# Фридрих, Ханс-Петер
Ханс-Петер Фридрих (нем. Hans-Peter Friedrich; род. 10 марта 1957, Найла, Бавария) — министр сельского хозяйства и продовольствия Германии с декабря 2013 года по февраль 2014 года (и. о. с сентября 2013 года), министр внутренних дел Германии с марта 2011 года по декабрь 2013 года. Член баварского Христианско-социального союза, депутат бундестага с 1998 года. В 2009—2011 годах занимал пост председателя парламентской группы ХСС в немецком парламенте.

## Биография
Ханс-Петер Фридрих родился 10 марта 1957 года в баварском городе Найла. В 1978 году он окончил гимназию в Найле и сдал «абитур» — экзамен, позволяющий попасть в университет без вступительных испытаний. В 1978—1979 годах Фридрих служил по призыву в бундесвере, после чего учился на юриста в университетах Аугсбурга и Мюнхена. В 1984 и 1986 годах Фридрих сдал два государственных юридических экзамена, а в 1988 году в Аугсбургском университете защитил диссертацию на степень доктора права. Параллельно, он с 1984 по 1986 год учился на экономиста в Аугсбургском университете, получив степень бакалавра по этой специальности, после чего с 1986 по 1988 год продолжал учиться экономике в Хагенском заочном университете.
В 1988 году Фридрих занял должность советника в департаменте промышленности министерства экономики ФРГ, с 1990 по 1991 год работал в посольстве Германии в США.
Ещё в гимназии Фридрих увлекся политикой. В 1973 году он вступил в Молодёжный Союз Христианско-социального союза, став заместителем председателя местного отделения. В 1974 году он основал студенческий союз ХСС Верхней Франконии и занял пост его первого председателя, в том же году он стал членом ХСС.
В 1991 году Фридрих работал помощником во фракции ХДС-ХСС в бундестаге. В 1993 году глава парламентской группы ХСС Михаэль Глос назначил его своим личным помощником. В 1998 году Фридрих был впервые избран депутатом бундестага по федеральному списку ХСС, и впоследствии переизбирался, но уже по одномандатному округу Хоф, в который входил город Найла.
В 1999 году Фридрих стал заместителем председателя ХСС Верхней Франконии. В 2002—2005 годах он был юридическим советником фракции ХДС-ХСС. В 2005—2009 годах Фридрих занимал пост заместителя председателя фракции ХДС-ХСС в бундестаге Фолькера Каудэра (Volker Kauder) по вопросам транспорта, строительства, городского хозяйства, туризма и местного законодательства. Несмотря на то, что результаты на выборах в 2009 году стали для ХСС одними из самых худших в его истории, Фридрих на них одержал убедительную победу, набрав 46,8 процента голосов избирателей. Ходили слухи, что он мог претендовать на пост министра транспорта, однако в итоге занял должность председателя парламентской группы ХСС в бундестаге.
В феврале 2011 года разразился скандал из-за выявленного плагиата в дипломе министра обороны Германии Карла-Теодора цу Гуттенберга. Его отставка привела к перестановкам в кабинете министров канцлера Ангелы Меркель. Новым министром обороны был назначен глава МВД Томас де Мезьер, а пост министра внутренних дел занял Фридрих. Он приступил к исполнению обязанностей министра 3 марта 2011 года.
На следующий день после своего назначения Фридрих выступил с громким заявлением, сообщив, что в Германии «христианско-иудейско-западная культура» является ведущей, а исламская культура не является неотъемлемой частью немецкого государства. За это он сразу подвергся критике парламентской оппозиции, мусульманских кругов и даже некоторых товарищей по партии. Кроме того, уже в первый месяц пребывания на министерском посту Фридрих отказался от проведения начатой де Мезьером реформы, предусматривавшей слияние федеральной полиции (Bundespolizei) и федерального управления уголовной полиции (Bundeskriminalamt).
Фридрих является почетным председателем фонда, попечительского совета и «общества друзей» симфонического оркестра Хофа. Он почетный член совета «Восточнобаварского института передачи технологий» (Ostbayerisches Technologie-Transfer-Instituts), некоммерческой организации занимающегося вопросами сотрудничества промышленности и науки.
Фридрих женат, у него трое детей. Он увлекается бегом и ездой на велосипеде. По вероисповеданию Фридрих лютеранин.